# Jutálio
Jutálio (em latim: Iutalius; em copta: Jûtâlîjûs) foi um oficial bizantino do século VII, ativo durante o reinado do imperador Heráclio (r. 610–641).

## Vida

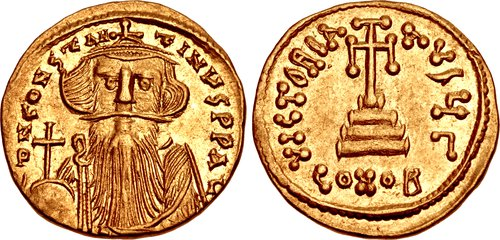
Soldo de r.

Seu nome é registrado na obra de João de Niciu, que afirma que podia ser chamado de Teodoro. Não se sabe qual nome equivale ao copta Jûtâlîjûs, mas se pensa ser Vitálio. Segundo João, com a morte de Constantino III em 641, se deflagra uma luta pelo poder. Martina, viúva de Heráclio, e Heraclonas apresentaram suposta carta de Martina para Davi (talvez Davi Sarones), solicitando que ele se cassasse com ela para tirar o poder dos filhos de Constantino. Quando isso se tornou conhecido em Constantinopla, os habitantes e os soldados ficaram indignados. Jutálio reuniu tropas e perseguiu Davi, espancou-o e mandou decapitá-lo. Depois, depôs Martina e seus três filhos e fez Constante II imperador.